# Gäddartade fiskar
Gäddartade fiskar (Esociformes) är en ordning benfiskar. De saknar taggstrålar i rygg- och analfenor och simblåsan (när sådan finns) kommunicerar med svalget.
Alla arter lever på norra jordklotet i Nordamerika, Europa och Asien vanligtvis i tempererade eller kalla regioner. De finns till och med i Arktis. Bara i södra Frankrike, i norra Italien och på Balkan, med undantag av Grekland, samt i södra USA vid Atlantens och Mexikanska golfens kustlinjer förekommer de i varma regioner.